# Бан Поље
Бан Поље је насељено мјесто у општини Вишеград, Република Српска, БиХ. Према попису становништва из 1991. у насељу је живјело 408 становника.

## Географија
Разбијеног је типа. Смјештено је у подножју брда Боровац, које је прекривено густом црногоричном шумом. У атару има неколико мањих извора.

## Историја
У Другом свјетском рату погинула су 22 цивила, од којих седморо дјеце млађе од 14 година.Електричну енергију село је добило 1983, а телефонску мрежу 1987. године.

## Становништво
У селу живе бошњачке породице: Кадрић, Мулахасић, Пендек, Сарач, Субашић и Устамујић, и српске: Бошковић, дио Тошића – славе Св. Стефана; Вуковић – Јовањдан; Глоговац, Секулић – Ђурђевдан; Ђуричић – Св. Трифуна; Јањић, дио Тошића – Никољдан; Продановић – Аранђеловдан. У селу су раније живјеле бошњачке породице Аљић, Арнаутовић, Баримац, Вељан, Гушо, Зуловић, Касаповић, Корда, Кустура, Мрдић, Мезилџић, Нухановић, Омеровић, Репух, Солак, Табаковић и Турјачанин.
| Националност | 1991. |
| Срби         | 27    |
| Муслимани    | 377   |
| Југословени  | 4     |
| Укупно       | 408   |

| Демографија | Демографија | Демографија |
| Година      | Становника  | Становника  |
| ----------- | ----------- | ----------- |
| 1948.       | 35          |             |
| 1961.       | 145         |             |
| 1971.       | 291         |             |
| 1981.       | 379         |             |
| 1991.       | 408         |             |
| 2013.       | 163         |             |